# Czerwony Most
Czerwony Most – wieś w Polsce położona w województwie świętokrzyskim, w powiecie koneckim, w gminie Końskie.
wieś wchodzi w skład sołectwa Pomyków.
W latach 1975–1998 miejscowość administracyjnie należała do województwa kieleckiego.
Przez miejscowość przepływa rzeczka Czysta, lewobrzeżny dopływ Młynkowskiej Rzeki.
Wierni kościoła rzymskokatolickiego należą do parafii Podwyższenia Krzyża Świętego w Pomykowie.
Według Narodowego Spisu Powszechnego Ludności i Mieszkań z 2021 roku liczba ludności we wsi Czerwony Most to 196 z czego 53,1% mieszkańców stanowią kobiety, a 46,9% ludności to mężczyźni.
54,6% mieszkańców wsi Czerwony Most jest w wieku produkcyjnym, 17,9% w wieku przedprodukcyjnym, a 27,6% mieszkańców jest w wieku poprodukcyjnym.
W latach 1998–2021 liczba mieszkańców zmalała o 10,1%.

## Historia
W wieku XIX Czerwony Most wieś w gminie Duraczów, parafii Końskie. W roku 1827 liczyła 5 domów i 74 mieszkańców, posiadała 105 mórg obszaru
Od XVII do pierwszej połowy XX wieku wieś wchodziła w skład klucza Koneckiego oraz dóbr Końskie Wielkie.
w 2002 roku we wsi Czerwony Most było 89 gospodarstw domowych.